# Траума (медицина)
Траума је у медицини, телесна рана или повреда. У психологији, изненадан, прекомерно непријатан, болан догађај који изазива штетне психичке последице.